# Frost/Nixon (film)
Frost/Nixon – film Rona Howarda, oparty na sztuce o tym samym tytule napisanej przez Petera Morgana. Ekranizacja wyprodukowana przez Briana Grazera z Imagine Entertainment oraz Tima Bevana i Erica Fellnera z Working Title Films dla Universal Pictures, miała swoją premierę 5 grudnia 2008 roku na świecie, a 26 grudnia w Australii. Zdjęcia do filmu rozpoczęto 27 sierpnia 2007 roku. Film był kręcony w Hollywood (Los Angeles), Huntington Beach, San Clemente (USA) i Yorba Linda (stan Kalifornia).

## Opis fabuły
Fabuła filmu skupia się wokół serii wywiadów z roku 1977 popularnego prezentera i dziennikarza Davida Frosta z Richardem Nixonem po aferze Watergate oraz rezygnacji Nixona z funkcji prezydenta. Wywiady te przyciągają uwagę rekordowej liczby widzów, których zastanawia, czy Frost zdoła uzyskać przeprosiny od człowieka, który ponosi odpowiedzialność za aferę paraliżującą amerykańskie życie publiczne.

## Obsada
- Frank Langella jako Richard Nixon
- Michael Sheen jako David Frost (wcielał się również w tę postać w teatralnej inscenizacji sztuki Frost/Nixon)
- Kevin Bacon jako Jack Brennan
- Oliver Platt jako Bob Zelnick
- Sam Rockwell jako James Reston Jr.
- Matthew Macfadyen jako John Birt
- Toby Jones jako Swifty Lazar
- Rebecca Hall jako Caroline Cushing

i inni

## Premiera
Premiera filmu odbyła się 15 października 2008 roku, na rozpoczęciu 52. Festiwalu Filmowego w Londynie. 5 grudnia 2008 r. film był wyświetlany w wybranych miejscach w USA, przed ogólnoświatową premierą. Ogólna premiera odbyła się 9 stycznia 2009.